# Finote Selam
Finote Selam – miasto w Etiopii, w regionie Amhara. Według danych szacunkowych na rok 2015 liczy 40 600 mieszkańców.